# Vaubexy
Vaubexy é uma comuna francesa na região administrativa do Grande Leste, no departamento de Vosges. Estende-se por uma área de 6.52 km². Em 2010 a comuna tinha 126 habitantes (densidade: 19,3 hab./km²).